# Ischnura rurutana
Ischnura rurutana – gatunek ważki z rodziny łątkowatych (Coenagrionidae).